# Moline Acres
Moline Acres ist eine Stadt mit dem Status „City“ im St. Louis County im US-Bundesstaat Missouri. Das U.S. Census Bureau hat bei der Volkszählung 2020 eine Einwohnerzahl von 2.156 ermittelt.

## Geographie
Die Koordinaten von Moline Acres liegen bei 38°44'47" nördlicher Breite und 90°14'34" westlicher Länge.
Nach Angaben der United States Census 2010 erstreckt sich das Stadtgebiet von Moline Acres über eine Fläche von 1,48 Quadratkilometer (0,57 sq mi). Moline Acres grenzt im Norden an Castle Point, im Osten an Bellefontaine Neighbors und im Süden an Jennings.

## Bevölkerung
Nach der United States Census 2010 lebten in Moline Acres 2442 Menschen verteilt auf 942 Haushalte und 643 Familien. Die Bevölkerungsdichte betrug 1650,0 Einwohner pro Quadratkilometer (4284,2/sq mi).
Die Bevölkerung setzte sich 2010 aus 6,3 % Weißen, 92,1 % Afroamerikanern, 0,2 % amerikanischen Ureinwohnern, 0,2 % aus anderen ethnischen Gruppen und 1,1 % mit zwei oder mehr Ethnien zusammen. Bei 0,8 % der Bevölkerung handelte es sich um Hispanics oder Latinos. Von den 942 Haushalten lebten in 36,6 % Kinder unter 18 und in 9,7 % der Haushalten lebten Personen über 65.
Von den 2442 Einwohnern waren 27,1 % unter 18 Jahre, 9,0 % zwischen 18 und 24 Jahren, 23,2 % zwischen 25 und 44 Jahren, 28,2 % zwischen 45 und 64 Jahren und in 12,5 % der Menschen waren 65 Jahre oder älter. Das Durchschnittsalter betrug 37,4 Jahre und 42,8 % der Einwohner waren männlich.

## Belege
1. ↑  Explore Census Data Total Population in Moline Acres city, Missouri. Abgerufen am 2. Februar 2023.
2. ↑   United States Census
3. ↑   American Fact Finder